# 艶姿ナミダ娘
「艶姿ナミダ娘」（あですがたナミダむすめ）は小泉今日子の7枚目のシングル。1983年11月1日にビクター音楽産業から発売された。

## 背景
1980年代に入ると化粧品のコマーシャルを中心に、和語を使ったキャッチコピーが広告業界で流行し始めた。ディレクターの田村充義によると、当時はコピーライターの活躍にかなりの勢いがあり、その影響もあって小泉のシングルのタイトルにはキャッチコピーと思えるところがあったと言う。作詞を手掛けた康珍化は静岡県出身であり、夏の終わり頃仕事を終えて帰宅する途中の清水港付近で、花火大会の帰りと思しき浴衣姿の女性をよく見掛け、「彼女らが涙ぐんだら艶っぽいだろうな」との想像からタイトルにある ″艶姿″ という言葉が浮かんだという。また、子供の頃にディック・ミネが歌う「旅姿三人男」をよく耳にしたことを思い出し、″旅姿″ が ″艶姿″ に、″三人男″ が ″涙娘″ に転じたとも話している。康はタイトルについて、インパクトはあるが本当にこれでいいのだろうかという不安もあったと言うが、田村はこれを受け入れた。
作曲は「ひとり街角」以来となる馬飼野康二が担当。康は、楽曲制作の際に完全に詞先にしてしまうとメロディの展開を縛ってしまうとして、タイトルとサビの部分の ″艶姿ナミダ娘、色っぽいね″ と ″意味深 I LOVE YOU″ のフレーズだけを伝えて作曲を依頼した。馬飼野は田村と康の作ったキャッチコピーを表現するメロディーをいかに作るかが課題で、和のイメージの強い歌詞だから曲も日本的なものにしようか悩んだと言うが、歌入れの済んだ音源を聴いて小泉の表現力が素晴らしく、感激したことを覚えていると振り返っている。
1991年11月には8cmCDがリリースされている（カップリングは「まっ赤な女の子」）。

## 収録曲

### 艶姿ナミダ娘
- 両楽曲共に、作詞：康珍化／作曲・編曲：馬飼野康二

1. 艶姿ナミダ娘 (4分14秒)
2. 乱れるハート (4分27秒)

### まっ赤な女の子／艶姿ナミダ娘
- 両楽曲共に、作詞：康珍化

1. まっ赤な女の子
作曲：筒美京平／編曲：佐久間正英
2. 艶姿ナミダ娘
作曲・編曲：馬飼野康二
3. まっ赤な女の子（カラオケ）
4. 艶姿ナミダ娘（カラオケ）

## 収録作品
- 艶姿ナミダ娘
  - Absolute Best For CD
  - ヤマトナデシコ七変化 (Long Version) - Long Versionで収録。
  - Celebration
  - ザ・ベスト
  - CD FILE 小泉今日子 Vol. 2
  - KYON3 〜 KOIZUMI THE GREAT 51
  - Best Of Kyong King+3 - 『ヤマトナデシコ七変化 (Long Version)』に収録されたLong Versionで収録。
  - K25 〜KYOKO KOIZUMI ALL TIME BEST〜
  - Kyon30 〜なんてったって30年!〜
  - コイズミクロニクル COMPLETE SINGLE BEST 〜1982-2017〜
- 乱れるハート
  - Absolute Best For CD
  - CD FILE 小泉今日子 Vol. 2
  - WHISPER+2

## 参考資料
- 松永良平:著『コイズミクロニクル〜コンプリートシングルベスト 1982-2017〜 初回特典「コイズミシングル～小泉今日子と50のシングル物語」』ビクターエンタテインメント、2017年5月17日。